# Aeroportul Novo Campo
Aeroportul Novo Campo (IATA: BCR, ICAO: SWNK) este un aeroport din Boca do Acre, Amazonas, Brazilia ce deservește zona Boca do Acre. Aeroportul a fost tranzitat în 2017 de 34 de pasageri.
Situat la o altitudine de 120 m, aeroportul dispune de 1 pistă.

## Infrastructură

### Piste
Aeroportul dispune de o singură pistă. Pista 18/36 are suprafața de asfalt și dimensiunile 1.600 m × 33 m. 